# Epithelantha micromeris
Epithelantha micromeris ist eine Pflanzenart in der Gattung Epithelantha aus der Familie der Kakteengewächse (Cactaceae). Das Artepitheton micromeris leitet sich von den griechischen Worten mikros für ‚klein‘ sowie meros für ‚Teil‘ ab und verweist auf die zahlreichen kleinen, strahlig angeordneten Dornen der Art.

## Beschreibung
Epithelantha micromeris wächst einzeln oder sprossend. Die Pflanzkörper erreichen Durchmesser von bis zu 6 Zentimetern. Aus den in spiraligen Reihen stehenden 1 bis 4 Millimeter langen Warzen entspringen 20 bis 26 unterschiedlich geformte und 1 bis 2 Millimeter lange Dornen.
Die weißlichen bis rosafarbenen Blüten weisen Durchmesser von 3 bis 10 Millimeter auf. Die Früchte sind 8 bis 12 Millimeter lang.

## Systematik, Verbreitung und Gefährdung
Epithelantha micromeris ist in den US-amerikanischen Bundesstaaten Arizona, New Mexico und Texas sowie in Nord- und im nördlichen Mittel-Mexiko verbreitet, wo sie auf Kalkgeröll wächst.
Die Erstbeschreibung als Mammillaria micromeris wurde 1856  von George Engelmann veröffentlicht. Nathaniel Lord Britton und Joseph Nelson Rose stellten die Art 1922 in die von ihnen neu geschaffene Gattung Epithelantha.
Epithelantha micromeris wird in der Roten Liste gefährdeter Arten der IUCN als „Least Concern (LC)“, d. h. als in der Natur nicht gefährdet, eingestuft.

## Nachweise